# Георги Суранджиев
Георги Антонов Суранджиев е български хайдутин и революционер.

## Биография
Родом е от град Кочани, тогава в Османската империя. Дълго време е пазач в Света гора. Емигрира в Одеса, Русия (Одеса) в 1876 година. При избухването на Руско-турската война в 1877 година, Антонов  става войвода на българска доброволческа чета, с която подпомага преминаването на Стара планина от отряда на генерал Гурко през зимата на 1877 – 1878 година. Проявява се в боевете при Етрополе и овладяването на Врачешкия превал. Участва в освобождаването на Кюстендилско. Награден е от руското командване с войнишки Георгиевски кръст за храброст.